# Geschützter Landschaftsbestandteil Teich südlich Erlinghausen
Der Geschützte Landschaftsbestandteil Teich südlich Erlinghausen mit 0,08 ha Flächengröße liegt im Stadtgebiet von Marsberg südlich von Erlinghausen im Hochsauerlandkreis. Das Gebiet wurde 2008 mit dem Landschaftsplan Marsberg durch den Kreistag des Hochsauerlandkreises als Geschützter Landschaftsbestandteil (LB) ausgewiesen. Der LB ist umgeben vom Landschaftsschutzgebiet Freiflächen um Erlinghausen / Auf der Sandkuhle.

## Beschreibung
Der Landschaftsplan führt zum LB aus: „Nördlich der flachen Kuppe der Platte liegt auf einer kleinen „Buntsandsteininsel“ in der um-gebenden Kalkhochfläche ein kleiner Teich, der im Sommerhalbjahr aufgrund seines geringen Wassereinzugsgebietes trockenfällt. Dennoch hat sich hier eine – wahrscheinlich künstlich initiierte – Röhrichtzone ausgebildet, die zusammen mit der Wasserfläche einen gerade-zu fremdartigen Landschaftseindruck in diesem von trockenen Kalk-Lebensräumen geprägten Naturraum erweckt. Auf der Westseite des temporären Stillgewässers hat sich ein dichtes Schlehen-Weißdorn-Gebüsch entwickelt; gegenüber steht eine kleine Birkenreihe. Insgesamt bereichert das Schutzobjekt damit die durchgängige Acker- und Grünlandnutzung auf der Hochfläche südlich Erlinghausen um ein kleines, aber doch landschaftsökologisch und -ästhetisch wirksames Strukturelement.“

## Schutzzweck
Die Ausweisung als LB erfolgte:
- Zur Erhaltung, Entwicklung oder Wiederherstellung der Leistungs- und Funktionsfähigkeit des Naturhaushaltes
- Zur Belebung, Gliederung oder Pflege des Orts- und Landschaftsbildes
- Zur Abwehr schädlicher Einwirkungen

Der LB stellt, wie die anderen LBs im Landschaftsplangebiet, einen herausragenden Lebensraum für die ökologischen Leistungsfähigkeit des Naturhaushaltes dar. Dient ferner als landschaftsgliederndes und -belebendes Element. Die Ausweisung dient der Abwehr realer oder potenzieller schädlicher Einwirkungen durch Pflanzenentnahme, Relief- oder Gewässerveränderungen usw.